# Фишерова неразделка
Фишеровата неразделка (Agapornis fischeri) е вид птица от семейство Папагалови (Psittaculidae). Видът е почти застрашен от изчезване.

## Разпространение и местообитание
Разпространен е в Танзания.